# Peter Scharff (Filmarchitekt)
Peter Scharff (* 28. Juni 1924 in München, Deutschland) ist ein deutscher Szenenbildner und Kostümbildner bei Bühne, Film und Fernsehen.

## Leben
Scharff hatte nach seinem Kriegsdienst eine Ausbildung in Bildender Kunst und Graphik in Hamburg und in seiner Heimatstadt München erhalten. 1950 gab er seinen Einstand als Filmarchitekt. Zunächst entwarf er die Kulissen für bayerische Filmstoffe, mit Bernhard Wickis Antikriegsfilm Die Brücke war Scharff erstmals auch an einer künstlerisch hochwertigen Produktion beteiligt. Trotz dieses internationalen Kritikererfolges war Peter Scharff in der Folgezeit nur unregelmäßig für das Kino aktiv. Er entwarf sowohl die Filmbauten für Nebenwerke von Vertretern des Neuen Deutschen Films (Engelchen oder Die Jungfrau von Bamberg) und für ambitionierte Filmdokudramen (Die Mitläufer) als auch für reine Unterhaltung (Serenade für zwei Spione) und den Heimatfilm (Schloß Hubertus).
Gelegentlich wurde Scharff auch zu internationalen Produktionen herangeholt und designte die Dekos für Jack Golds Der Mann aus Metall und Ken Annakins Papier Tiger. In den 70er und frühen 80er Jahren gehörte er zum Team des Produzenten und Regisseurs Ottokar Runze, dessen Inszenierungen Das Messer im Rücken, Die Standarte und Stern ohne Himmel  er szenenbildnerisch betreute. Seit Mitte der 50er Jahre gestaltete der Münchner auch intensiv Fernsehproduktionen. Nach seiner letzten Arbeit zog sich Peter Scharff mit Beginn der 90er Jahre in sein Haus nach Frankreich zurück.

## Filmografie
- 1950: Insel ohne Moral
- 1952: Das Dorf unterm Himmel
- 1954: Hochzeitsglocken
- 1954: 08/15
- 1956: II A in Berlin
- 1956: Hotel Allotria
- 1956: Oberst Chabert
- 1957: Zwei Bayern im Urwald
- 1958: Du gehörst mir
- 1958: Der öffentliche Ankläger
- 1959: Die ist nicht von gestern
- 1959: Die Brücke
- 1961: Der Mann von drüben
- 1961: Zeit des Glücks
- 1961: Der Strafverteidiger
- 1961: Bankraub in der Rue Latour
- 1962: Laura
- 1962: Der kleine Lord
- 1963: Die Legende vom heiligen Trinker
- 1964: Ein Abschiedsgeschenk
- 1965: Serenade für zwei Spione
- 1966: Dieser Mann aus Deutschland
- 1966: Der Kreidegarten
- 1967: Der Auswanderer
- 1967: Engelchen oder Die Jungfrau von Bamberg
- 1969: Das Vermächtnis
- 1970: Unternehmer
- 1970: Paradies der alten Damen
- 1971: Karpfs Karriere
- 1973: Jorden runt med Fanny Hill
- 1973: Schloß Hubertus
- 1973: Der Mann aus Metall (Who ?)
- 1974: Der tödliche Schlag
- 1975: Das Messer im Rücken (auch Kostüme)
- 1975: Papier Tiger (Paper Tiger)
- 1977: Die Standarte (auch Kostüme)
- 1980: Ich möchte fliehen
- 1981: Stern ohne Himmel
- 1981: Der König und sein Narr
- 1981: Im Fadenkreuz
- 1982: Urlaub am Meer
- 1983: Die Mitläufer
- 1984: Der Lehrer und andere Schulgeschichten
- 1984–86: Weißblaue Geschichten
- 1985: Paradigma
- 1986: Kein Alibi für eine Leiche
- 1988: Tagebuch für einen Mörder
- 1990: Lippels Traum
- 1991: Ich schenk‘ dir die Sterne